# Ubiti pticu rugalicu (1962.)
Ubiti pticu rugalicu (eng. To Kill a Mockingbird) je američka drama iz 1962. godine koju je režirao Robert Mulligan. Film je adaptacija istoimene knjige autorice Harper Lee u kojem su glavne uloge ostvarili Mary Badham kao Scout i Gregory Peck kao Atticus Finch.
Godine 1995. film je registriran u nacionalni filmski registar. Također se nalazi na 25. mjestu najboljih američkih filmova svih vremena prema izboru Američkog filmskog instituta. Godine 2003. godine Američki filmski institut proglasio je Atticusa Fincha najvećim filmskim junakom 20. stoljeća. 
Film Ubiti pticu rugalicu označio je glumačke debije za Roberta Duvalla, Williama Windoma i Alice Ghostley. 

## Radnja
Mladi filmski protagonisti, Jean Louise "Scout" Finch (Mary Badham) i njezin brat Jem (Phillip Alford) žive u izmišljenom gradiću Maycombu (država Alabama) tijekom 30-tih godina prošlog stoljeća. Priča filma pokriva tri godine tijekom kojih Scout i Jem prolaze razne promjene u svojim životima. U početku oni su nevina djeca koja dane provode igrajući se jedno s drugim i špijunirajući Arthura "Booa" Radleyja (Robert Duvall) kojeg godinama nitko nije vidio budući on nikad ne izlazi iz kuće zbog zlih glasina koje o njemu kruže. Njihov otac, Atticus (Gregory Peck) je gradski odvjetnik i snažnih je uvjerenja da se prema svim ljudima treba postupati pošteno, da treba okrenuti drugi obraz i da treba zauzeti stav za ono u što vjeruješ. Također svojoj djeci dopušta da ga zovu njegovim imenom. Kroz njegov rad, Scout i Jem se susreću s rasizmom i predrasudama koje prevladavaju njihovim gradom te odrastaju brzo i bolno.
Djeca slijede Atticusa kako bi gledala suđenje u kojem je nevini crnac, Tom Robinson, krivo optužen za silovanje Mayelle Ewell, unatoč hrpi dokaza koji ukazuju na njegovu nevinost (među glavnim argumentima odvjetnika Atticusa je i trenutak u kojem dokazuje da se Tom ne može služiti lijevom rukom kojom se navodni silovatelj morao poslužiti kako bi počinio zločin na način kako su ga opisali "žrtva" i njezin otac). Atticus također spominje neobične i sumnjive činjenice o tome da djevojku nakon navodnog napada nije pregledao doktor kako bi provjerio znakove silovanja ili kako bi ustanovio da li joj je puknuo himen, a u završnoj riječi Atticus moli članove porote da ostave svoje predrasude sa strane i da se fokusiraju na dokaze o Tomovoj očiglednoj nevinosti. Međutim, u neku ruku Tom osudi samog sebe u trenutku kad svjedoči i kaže da je osjećao žaljenje prema žrtvi i njezinom općenitom stanju u kojem je živjela.
Atticus dolazi kući i ubrzo saznaje da je Robinson ubijen nakon što je pokušao pobjeći iz zatvora. Nekoliko mjeseci kasnije, čini se da su se stvari u gradiću smirile, a Scout odlazi na slavlje za Noć vještica skupa s bratom Jemom. Na povratku kući, njih dvoje napada osvetoljubivi Bob Ewell, pijani otac (i pravi silovatelj) djevojke za čije je silovanje Tom Robinson krivo optužen. Ewell pokuša ubosti Scout nožem, ali je njezin kostim pileta zaštićuje. Tijekom borbe, Jem je oboren i nalazi se u nesvjesti, ali nakon toga Boba Ewella svlada i ubija visoka mračna figura koja se odjednom pojavljuje iz mraka. Scout svjedoči cijelom događaju kroz rupu kostima kojeg još uvijek nosi.
Misteriozni muškarac nosi Jema kući, a uskoro se otkriva da je to ranije spomenuti Arthur "Boo" Radley i saznaje da je upravo Boo - u zahvalu za to što ga Scout i Jem nikad nisu zafrkavali poput ostalih ljudi u gradu - cijelo vrijeme bio anđeo zaštitnik djece, prateći ih u stopu svaki puta kada bi njih dvoje izašli van iz kuće za vrijeme mraka. Film završava sa Scout koja pokušava ponovno doživjeti događaje posljednje tri godine iz Boove perspektive te s Atticusom koji bdije nad Jemom u njegovoj sobi.

## Glumačka postava
- Gregory Peck kao Atticus Finch
- Mary Badham kao Jean Louise "Scout" Finch
- Phillip Alford kao Jem Finch
- Robert Duvall kao Arthur (Boo) Radley
- John Megna kao Dill Harris
- Alice Ghostley kao Stephanie Crawford
- Brock Peters kao Tom Robinson
- Frank Overton kao šerif Heck Tate
- Rosemary Murphy kao Maudie Atkinson
- Ruth White kao gđa Dubose
- Estelle Evans kao Calpurnia
- Richard Hale kao Nathan Radley
- James K Anderson kao Bob Ewell
- Collin Wilcox kao Mayella Ewell
- William Windom kao gdin Gilmer, okružni tužitelj
- Paul Fix kao sudac Taylor
- David Crawford kao David Robinson

## Produkcija
Phillip Alford, glumac koji tumači ulogu Jema, u početku nije želio uopće ići na audiciju. Međutim, nakon što mu je majka rekla da će zbog audicije propustiti pola dana škole, odmah je odlučio otići. Kasnije se uzrujao tijekom snimanja scene za stolom u kuhinji dok jedu doručak, jer je Mary Badham - koja glumi Scout - imala problema sa snimanjem scene. Kako bi joj se "osvetio", tijekom scene u kojoj vrti Scout u praznoj gumi namjerno je usmjerio gumu prema kamionu u kojem se nalazila filmska oprema.
Prema riječima Kim Hamilton, koja glumi lik Helen Robinson u filmu, Gregory Peck je bio pravi džentlmen. Prisjeća se scene u kojoj se njezin lik ruši nakon što saznaje vijesti o smrti svog supruga, a Peck, kao Atticus, ju podiže i nosi u kuću. "Bio je pravi džentlmen", kaže. "Nikad to nisam zaboravila". 

## Glazba iz filma
Kompletnu glazbu za film komponirao je Elmer Bernstein, a snimljena je uz pomoć Royal Scottish National Orchestra kojim je Berstein upravljao.
1. "Main Title" 3:21
2. "Remember Mama" 1:08
3. "Atticus Accepts The Case - Roll in the Tire" 2:06
4. "Creepy Caper - Peek-A-Boo" 4:10
5. "Ewell's Hatred" 3:33
6. "Jem's Discovery" 3:47
7. "Tree Treasure" 4:23
8. "Lynch Mob" 3:04
9. "Guilty Verdict" 3:10
10. "Ewell Regret It" 2:11
11. "Footsteps in the Dark" 2:07
12. "Assault in the Shadows" 2:28
13. "Boo Who" 3:00
14. "End Title" 3:25

## Kritike
Glumačka karijera Gregoryja Pecka postala je sinonim za ulogu i lik Atticusa Fincha. Alan J. Pakula se prisjećao da ga je Peck odmah nazvao nakon što su mu rekli za ulogu: "Nazvao me istog trenutka. Bez ikakvog razmišljanja... Moram priznati da osoba i lik kojeg je portretirao nisu bili pretjerano različiti." Peck će kasnije u intervjuu izjaviti da ga je uloga privukla zbog toga što ga je sama knjiga podsjećala na njegovo vlastito odrastanje u gradiću La Jolla, Kalifornija. "Gotovo da ne prođe dan, a da ne pomislim koliko sam bio sretan što sam dobio tu ulogu", reći će Peck u intervjuu iz 1997. godine. "Nedavno sam sjedio za večerom pokraj žene koja mi je rekla da je gledala film s 14 godina i da joj je promijenio život. Čujem takve stvari gotovo stalno."
Nakon Peckove smrti 2003. godine, Brock Peters, koji u filmu glumi Toma Robinsona, citirao je autoricu Harper Lee na posmrtnom govoru: "Lik Atticusa Fincha dao mu je mogućnost da glumi samoga sebe." Peters je završio govor izjavivši: "Za mog prijatelja Gregoryja Pecka, za mog prijatelja Atticusa Fincha, idite s Bogom." Peters se prisjetio uloge Toma Robinsona: "To je zasigurno uloga kojom sam najviše ponosan, jedno od mojih najveselijih glumačkih dostignuća kako na filmu, tako i u kazalištu". Peters je ostao prijatelj ne samo s glumcem Peckom već i s glumicom Mary Badham cijeli svoj život.

## Nagrade i nominacije
Godine 1995. film Ubiti pticu rugalicu izabran je za očuvanje od strane Nacionalnog filmskog registra zbog svoje "kulturne, povijesne i estetske važnosti". Radi se o filmskom debiju Roberta Duvalla koji glumi Booa Radleyja. Duvall je dobio ulogu na prijedlog scenarista Hortona Foota koji ga je gledao u kazalištu u New Yorku 1957. godine.
Američki filmski institut proglasio je lik Atticusa Fincha najvećim filmskim junakom 20. stoljeća. Uz to, Institut je film stavio na drugo mjesto svoje liste 100 Years... 100 Cheers, odmah iza filma Divan život. Na listi najboljih filmova svih vremena od strane Instituta film se nalazio na 34. mjestu, ali se za 10. obljetnicu liste popeo na 25. mjesto. U lipnju 2008. godine Institut je objavio listu top 10 filmova u top 10 žanrova, a Ubiti pticu rugalicu proglašen je najboljom sudskom dramom svih vremena.
Godine 2007. Hamilton je dobila nagradu zajednice Harlema za svoju ulogu u filmu. Do danas ona je posljednja preživjela crnoputa glumica koja je imala dijalog u filmu. Prilikom preuzimanja nagrade izjavila je: "Mislim da je ovo izvrsno. Jako mi je drago i vrlo sam iznenađena."

### Oscar
Film Ubiti pticu rugalicu nominiran je u osam kategorija za prestižnu filmsku nagradu Oscar, a osvojio je tri:
- Najbolji glavni glumac - Gregory Peck
- Najbolji adaptirani scenarij - Horton Foot
- Najbolja scenografija - Alexander Golitzen, Henry Bumstead, Oliver Emert
- Najbolji film - Alan J. Pakula
- Najbolji redatelj - Robert Mulligan
- Najbolja sporedna glumica - Mary Badham
- Najbolja kamera (crno-bijela) - Russell Harlan
- Najbolja originalna glazba - Elmer Bernstein

### Zlatni globus
Film Ubiti pticu rugalicu nominiran je u pet kategorija za filmsku nagradu Zlatni globus, a osvojio je dvije:
- Najbolji glumac (drama) - Gregory Peck
- Najbolja originalna glazba - Elmer Bernstein
- Najbolji film (drama)
- Najbolji redatelj - Robert Mulligan

Film je također osvojio nagradu na filmskom festivalu u Cannesu 1963. godine.

## Vanjske poveznice
- Studying TKAM? Studije i teme.'  Arhivirana inačica izvorne stranice od 13. kolovoza 2001. (Wayback Machine)
- Ubiti pticu rugalicu u internetskoj bazi filmova IMDb-a
- Ubiti pticu rugalicu na Box Office Mojo
- Atticus Finch's closing argument in text and audio s web stranice AmericanRhetoric.com
- To Kill A Mockingbird  Arhivirana inačica izvorne stranice od 21. veljače 2007. (Wayback Machine) lokacije i produkcijske bilješke